# Ochetellus itoi
Ochetellus itoi är en myrart som först beskrevs av Auguste-Henri Forel 1900.  Ochetellus itoi ingår i släktet Ochetellus och familjen myror. Inga underarter finns listade i Catalogue of Life.